# Отореиј
Отореиј (фр. Autoreille) насеље је и општина у источној Француској у региону Франш-Конте, у департману Горња Саона која припада префектури Везул.
По подацима из 2011. године у општини је живело 301 становника, а густина насељености је износила 30,16 становника/km². Општина се простире на површини од 9,98 km². Налази се на средњој надморској висини од 272 метара (максималној 374 m, а минималној 250 m).

## Демографија
| 1962. | 1968. | 1975. | 1982. | 1990. | 1999. | 2011. |
| ----- | ----- | ----- | ----- | ----- | ----- | ----- |
| 129   | 131   | 122   | 169   | 250   | 268   | 301   |

График промене броја становника у току последњих година